# Lomariopsis kingii
Lomariopsis kingii är en ormbunkeart som först beskrevs av Edwin Bingham Copeland, och fick sitt nu gällande namn av Holtt. Lomariopsis kingii ingår i släktet Lomariopsis och familjen Lomariopsidaceae. Inga underarter finns listade.